# Morgan Fisher (Filmemacher)
Morgan Fisher (* 1942 in Washington, D.C.) ist ein amerikanischer Filmemacher und  Künstler. Er ist bekannt für seine Avantgarde-Filme.

## Leben
Morgan Fisher studierte von 1960 bis 1964 Kunstgeschichte in Harvard. Nach seinem Abschluss arbeitete er als wissenschaftlicher Mitarbeiter auf dem noch jungen Gebiet der Computer-Kartographie. Danach ging er an die Westküste, wo sich sein Interesse am Film zu entwickeln begann. Von 1964 bis 1965 besuchte er die University of Southern California. Seine akademische Laufbahn hat er an der Filmschule der UCLA von 1965 bis 1966 abgeschlossen. Danach war Fisher als Lehrer tätig und nahm Gelegenheitsjobs in Hollywood an, bei denen er seine ersten Schritte als Regisseur machte.
Morgan Fisher’s frühe Filme, The Director and His Actor Look at Footage Showing Preparations for an Unmade Film (1968) und Phi Phenomenon (1968), wurden auf Filmfestivals am St. Lawrence College und dem Maryland Institute College of Art in Baltimore gezeigt. In den folgenden Jahren macht er sich mit einigen weiteren Filmen schnell einen Namen. 1984 beendete Morgan Fisher die Arbeiten an seinem längsten und von Kritikern gefeierten Film Standard Gauge, der in 16 mm gedreht wurde und 35 Minuten lang war. Standard Gauge ist ein autobiographischer Film, der die Arbeit Fishers als Redakteur in der Filmindustrie untersucht. Das Whitney Museum of American Art hat zu Ehren von Morgan Fishers Filmen 2005 eine große Ausstellung veranstaltet. Sie trug den Titel:  Standard Gauge: Film Works by Morgan Fisher.
Gegen Ende der 1990er Jahre erweiterte Morgan Fisher seine künstlerische Entwicklung. Er erweiterte sein Schaffen um Malerei, Zeichnungen und räumliche Arbeiten.
Nach einer neunzehnjährigen Pause kehrte Morgan Fisher zurück zum Film und schuf den 21-minütigen Film () (Parenthesis, 2003). Der Film wurde auf dem Rotterdam Film Festival und der Whitney Biennale 2004 von den Kritikern gefeiert.
Morgan Fisher sagt über seine Filme: „Meine Filme tendieren dazu, das Filmemachen zu thematisieren.“

## Filmografie
- The Director and his Actor look at Footage Showing Preparations for an Unmade Film. 1968.
- Phi Phenomenon. 1968.
- Documentary Footage. 1968.
- Production Stills. 1970.
- Picture and Sound Rushes. 1973.
- Wilkinson Household Fire Alarm. 1973.
- Cue Rolls. 1974.
- Turning Over. 1975.
- Projection Instructions. 1976.
- Protective Coloration. 1979.
- Standard and Gauge. 1984.
- () (Parenthesis). 2003.